# 大曽根地区総合整備事業
大曽根地区総合整備事業（おおぞねちくそうごうせいびじぎょう）は、愛知県名古屋市北区と東区にまたがる地域で行われた都市再開発事業である。

## 概要
名古屋市北東部のターミナル駅として発達した大曽根駅周辺の木造住宅密集地の再整備による災害対策、国道19号などの道路拡張による渋滞緩和、駅周辺の商業・業務拠点の集積による副都心化の促進などを目的に進められた市街地再開発事業である。
土地区画整理を行う「大曽根土地区画整理事業」を中心に、土地区画整理後の新たな市街地に合わせた商店街の再開発、地権者を含めた共同ビルの建設、駅前広場整備、雨水調整池の建設による洪水対策、国道や駅前広場の地下での公共駐車場の整備など多くの事業が行われた。
この事業の結果、狭い街路の木造住宅密集地や渋滞の問題などは改善されたが、商店街が分断されて人通りが大幅に減少しており、商業・業務機能の集積というもう一方の目的が実現したとは言いがたい為、中日新聞や「名古屋市歴史まちづくり戦略（案）に対する市民意見及び本市の考え方」などで批判もされている。
大曽根地区総合整備事業の総事業費は、民間を含む異なる事業者によって多数の事業として行われているためはっきりしない。
- 対象面積：130ha

## 沿革
- 1963年（昭和38年）10月：土地区画整理を施行すべき区域の都市計画決定
- 1964年（昭和39年）3月：都市計画事業決定
- 1967年（昭和42年）11月：事業計画決定
- 1970年（昭和45年） - 1972年（昭和47年）：仮換地指定
- 1983年（昭和58年）：大曽根近代化推進協議会発足
- 1989年（平成元年）9月：OZモールオープン
- 2004年（平成16年）11月：換地処分公告
- 2006年（平成18年）12月20日：西駅前広場及び地下施設（オズガーデン）オープン

## 大曽根土地区画整理事業
大曽根駅周辺の木造住宅密集地を再開発し、防災性の向上と国道19号の拡幅や市道赤萩町線の新設などによる交通渋滞の緩和などを目的施工された土地区画整理事業で、「大曽根土地区画整理事業地区」と第2次世界大戦後の戦災復興計画の一環として計画された「復興土地区画整理事業地区」が一体的に行われた。
- 総事業費：43,637百万円
- 施行面積：734,859m2（大曽根土地区画整理事業地区610,712m2、復興土地区画整理事業地区124,147m2）
- 建物移転総数：3,419戸
- 都市計画道路：15路線（幅員50m - 8m）
- 区画街路（幅員25m - 4m）
- 街区公園：2か所（2,843）
- ポケットパーク：1か所（244.9）

## 大曽根西駅前広場

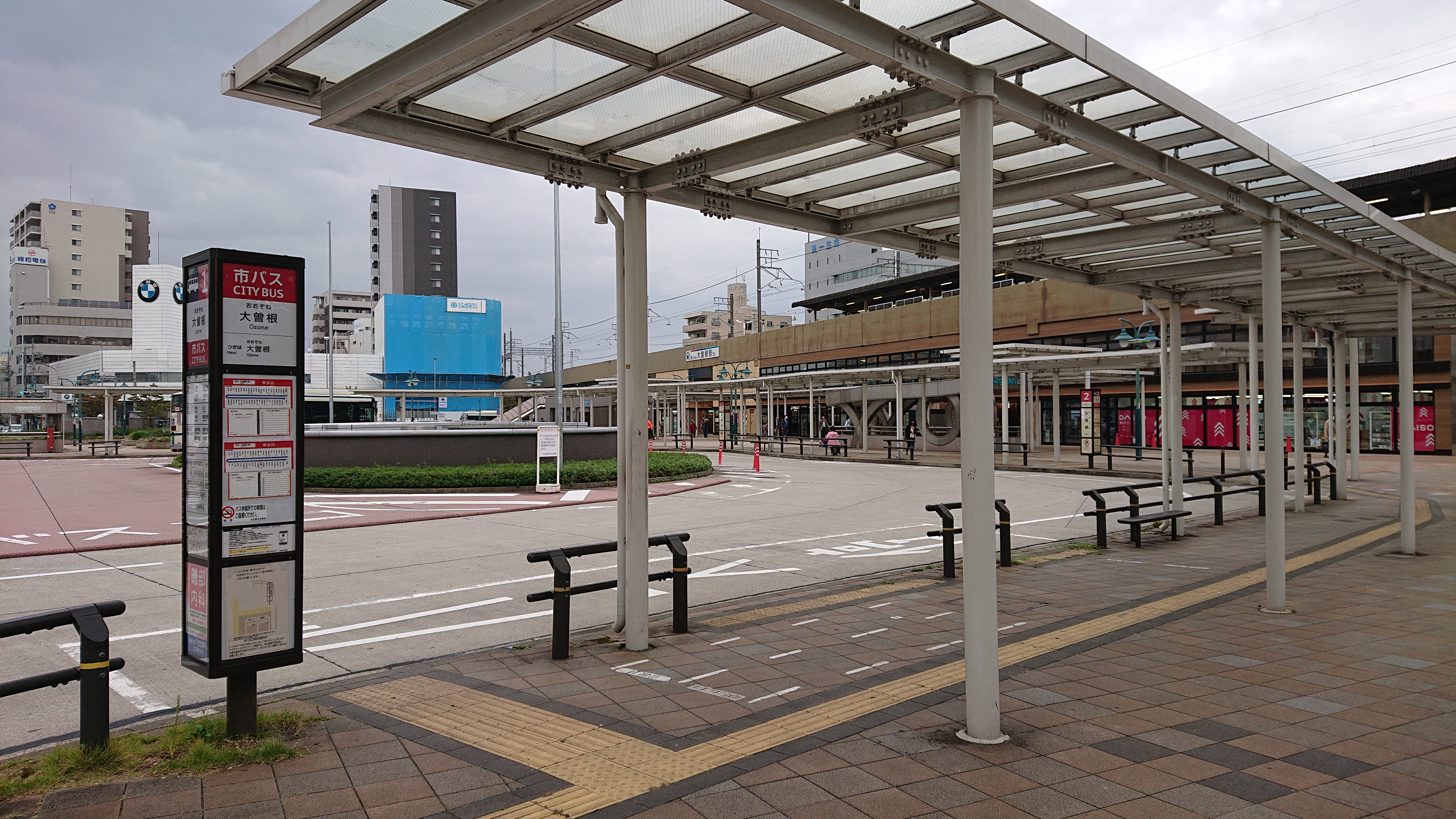
駅前広場

地上部にはバスターミナル機能を含むロータリーがある駅前広場があり、地下には地下街と公共駐車場・雨水調整池が一体的に整備された。

### オズガーデン

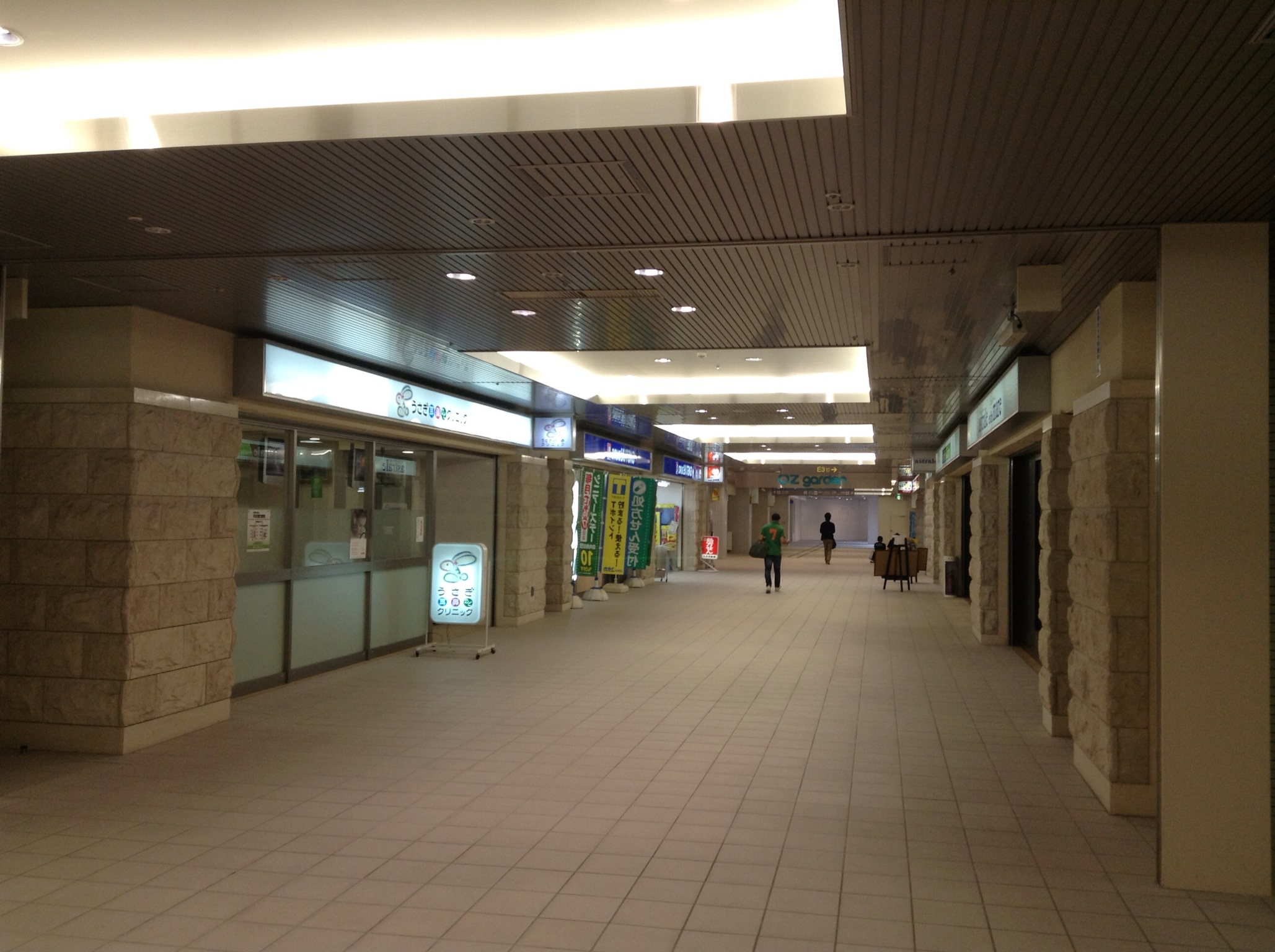
オズガーデン

大曽根西駅前広場施設として、財団法人名古屋都市整備公社が建設した施設。詳細は大曽根地下街オズガーデン参照。

### 大曽根雨水調整池
大曽根地下街オズガーデン・大曽根駅前駐車場などと一体的に整備された浸水対策の地下式の雨水調整池である。
名古屋市上下水道局が下水道事業の一環として運営している雨水調整池の中では、最大で約34,000立方メートルの貯水量となっている。
完成初年度の2006年（平成18年）8月22日に発生した64.5ミリ/時の集中豪雨で周辺で浸水被害が発生しなかったことから、浸水対策事業として効果的だったと2006年（平成18年）9月21日付の水道産業新聞第4265号で評価された。

## 大曽根商店街再開発
大曽根駅前から名鉄瀬戸線 森下駅付近まで広がる「大曽根商店街」と「大曽根本通商店街」が丸ごと「大曽根土地区画整理事業」の対象区域に含まれた為、土地区画整理事業への対応と商業・業務拠点の形成を目的に行われた再開発事業である。
再開発前は大須商店街・円頓寺商店街と共に名古屋の3大アーケード街であったがアーケードを撤去し、商店街の街路は歩行者専用道路のまま拡張する形で行われた再開発により、オープンモール型へ変更された。

### オゾンアベニュー

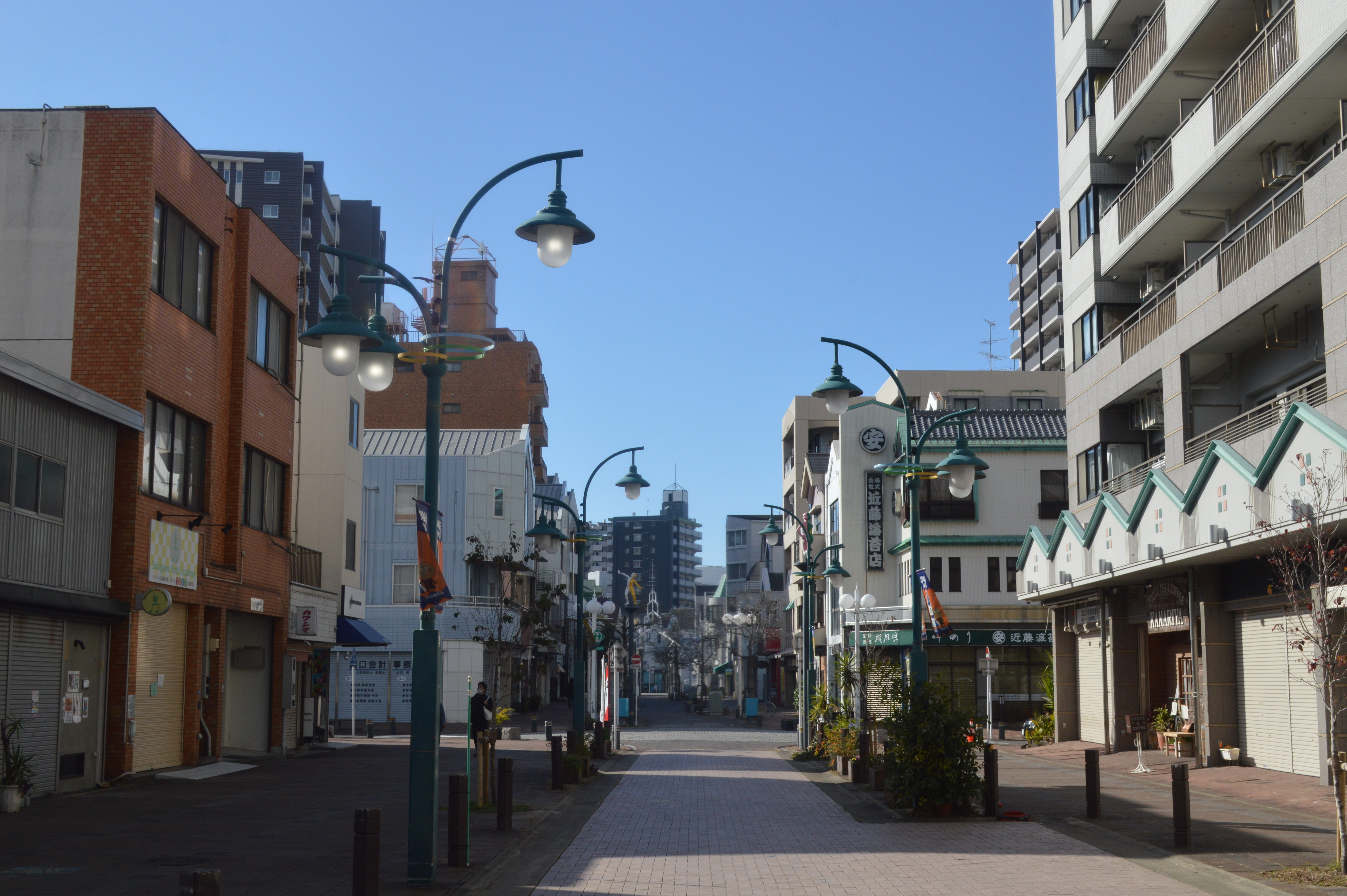
オゾンアベニュー

「大曽根商店街」と「大曽根本通商店街」の東側部分である「大曽根本通商店街」を再開発した地区に付けられた名称である。
街路のサインやオブジェの統一や歩行者専用道路の拡張やアーケードの撤去などで従来のイメージは一新したが、一部では再開発に合わせて建物を再建されず、空地のまま残っている。
また、この地区では再開発事業の初期に街区をまとめて大規模な駅前ビルを建設する構想などもあったが商店街が賛否両派に分かれて実現せず、再開発前は繋がっていた隣接するOZモールとの間が横断歩道も設置されないまま市道赤萩町線で分断され、商店街としての一体性を失ったほか、大曽根駅との間に整備された駅前広場を通って横断するのに時間が掛かるようになり、駅との一体性も失うなど、人通りが大きく減少して問題となっている。
なお、賛否両派に分かれて一体的な駅前ビル建設などが頓挫した為、代わりに優良建築物等整備事業を活用した地権者共同でのビル建設が推奨された為、地区内にはいくつかの共同ビルが補助を受けて建設されている。
この地区はTBS系ドラマ「キッズ・ウォー」シリーズのロケ地として使われた。

### オゾンアベニュー周辺の優良建築物等整備事業
当地区で地権者の共同化による「優良建築物等整備事業」として行われたのは下記の5件で、いずれも事業計画を名古屋市に提出して認可を受けて補助金などの助成を受けて建設されている。
|  | ビル名                 | 構造 | 高さ            | 敷地面積   | 建築面積 | 延床面積   | 用途                               |
|  | ---------------------- | ---- | --------------- | ---------- | -------- | ---------- | ---------------------------------- |
|  | パークスクエア大曽根   | SRC  | 地上14階地下1階 | 2,194.19m2 | 1,330m2  | 15,700m2   | 店舗・住宅・駐車場                 |
|  | ポルト大曽根           | SRC  | 地上14階        |            | 1,100m2  | 11,000m2   | 店舗・住宅・駐車場                 |
|  | 大曽根中央ビル         | SRC  | 地上9階地下2階  |            | 1,300m2  | 8,500m2    | 病院・店舗・住宅3戸・駐車場34台    |
|  | マリオン大曽根協同ビル | SRC  | 地上12階地下1階 | 1,308m2    | 928.05m2 | 6,156.06m2 | 店舗・事務所・住宅46戸・駐車場23台 |
|  | サン大曽根             | SRC  | 地上12階地下1階 |            | 500m2    | 3,586m2    | 店舗・住宅30戸・駐車場14台         |

#### 優良建築物等整備事業の沿革の例
大曽根駅前地区優良建築物等整備事業：パークスクエア大曽根
- 2002年（平成14年）6月：「大曽根106まちづくり協議会」発足
- 2003年（平成15年）度：基本設計
- 2004年（平成16年）3月：事業計画書提出  実施設計
- 2004年（平成16年）7月：建築工事着手
- 2005年（平成17年）12月：工事完了
- 2009年（平成21年）度：事業完了

### OZモール

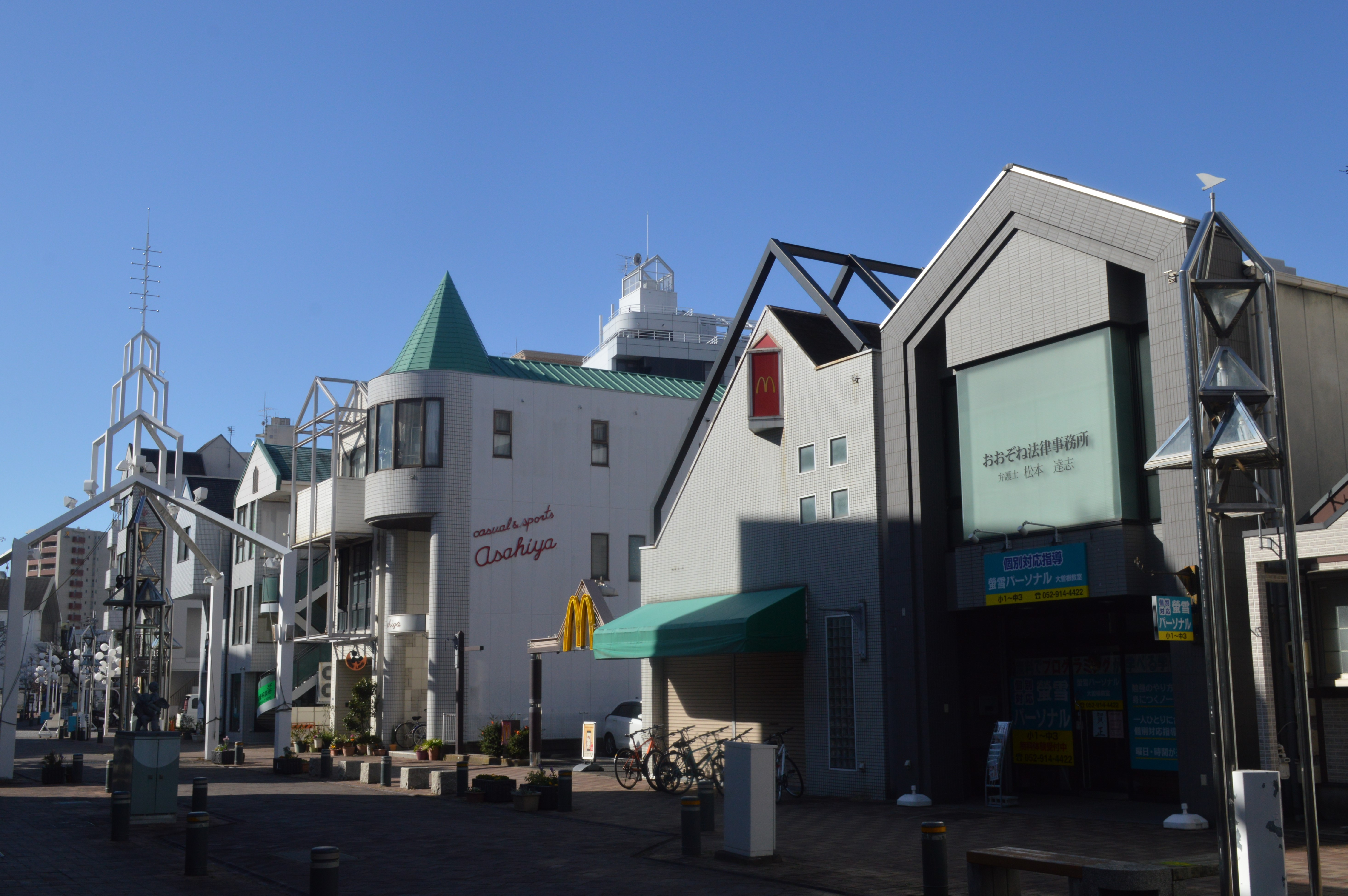
OZモール

旧大曽根商店街の西側部分の再開発。詳細はOZモール参照。

## OZパーキング

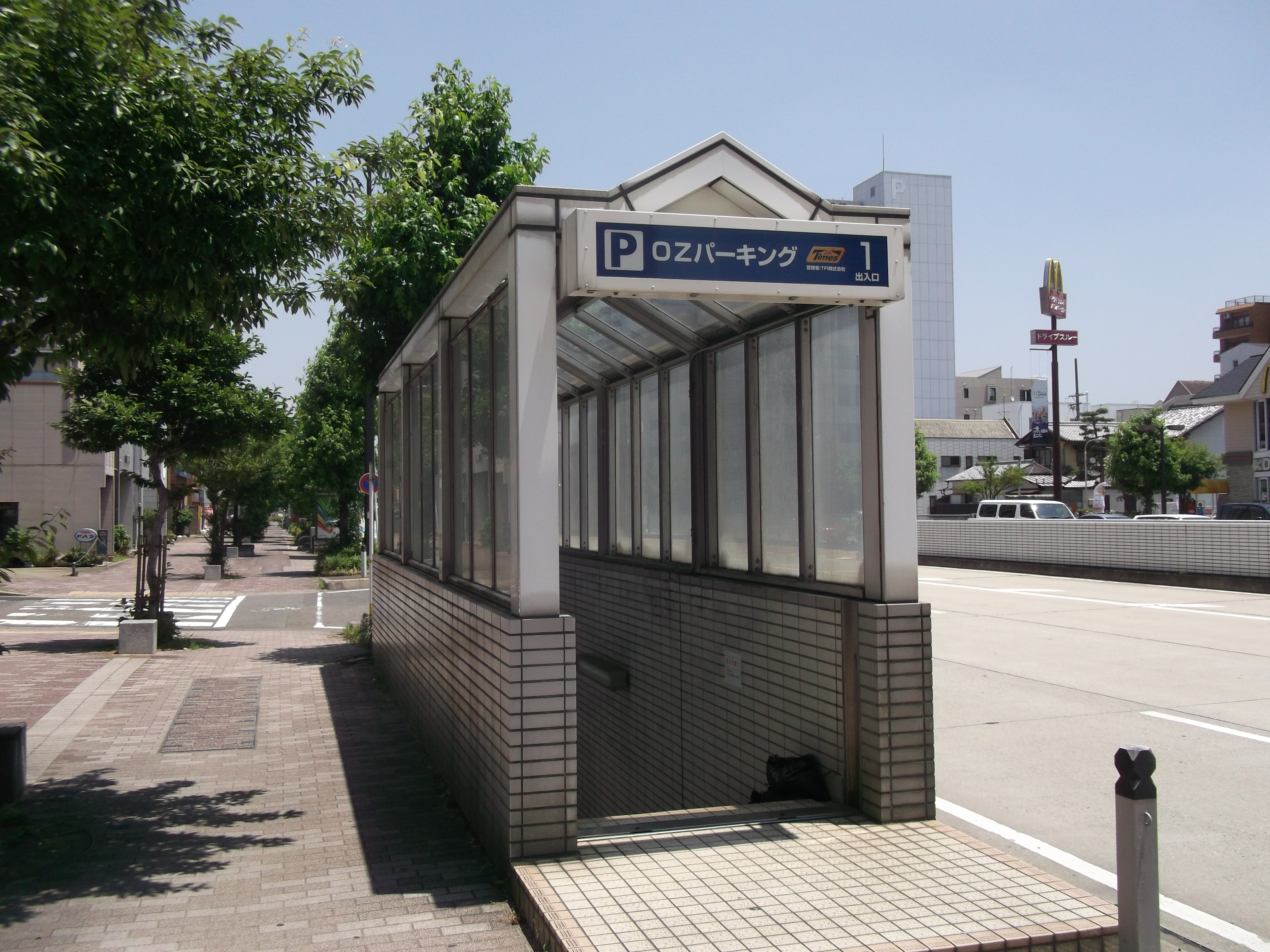
OZパーキング

大曽根駅に近い国道19号の地下に建設された、国土交通省の外郭団体である財団法人駐車場整備推進機構が運営する「大曽根国道駐車場」の名称である。
国土交通省のITS実証実験の一つである「駐車場ETC社会実験」が、2006年（平成18年）10月23日-2007年3月10日に行われた公共駐車場の一つである。
他の国道地下駐車場と同様に建設費が高く、利用が低迷していることから、2007年（平成19年）9月17日付の朝日新聞の記事「国道下駐車場、ガラガラ 建設に巨費 遠い採算」で批判されたものの一つである。
- 建設費：約68億円
- 駐車台数：196台

## 参照
- 中日新聞 2007年（平成19年）12月15日：「大曽根の商店街再開発から1年 整備裏目、人通り遮る」
- 朝日新聞 2007年（平成19年）9月17日：「国道下駐車場、ガラガラ 建設に巨費 遠い採算」
- 水道産業新聞 2006年（平成18年）9月21日：「60ミリ超の豪雨にも対応/名古屋市上下水道局・大曽根雨水調整池」
- 地区総合整備（市政情報） 名古屋市
- 住宅都市局 名古屋市財政課
- 市街地の整備 名古屋市
- 大曽根土地区画整理事業 名古屋都市センター
- 大曽根土地区画整理の進捗状況（概要）
- 名古屋都市計画事業大曽根土地区画整理事業施行条例
- 大曽根アベニュー / 歴史 大曽根商店街
- 優良建築物等整備事業地区一覧表（市政情報） 名古屋市
- 大曽根駅前地区優良建築物等整備事業 名古屋都市センター
- 優良再開発型優良建築物等整備事業 愛知県
- 大曽根駅前地下集客施設事業者募集 - 募集要項 - 名古屋都市開発公社[リンク切れ]
- 平成18年12月4日 市長定例記者会見（市政情報） 名古屋市
- 名古屋市歴史まちづくり戦略（案）に対する市民意見及び本市の考え方 名古屋市
- 街・歩・考